# Мазгов (Задужбина)
Мазгов (енгл. The Mule) је измишљени лик из серије научнофантастичких романа Задужбина писца Ајзака Асимова. Мазгов је један од највећих који су се икада појавили у галаксији, менталиста који је имао способност да продре у умове других људи и да „прилагоди“ њихове емоције, било појединачно, било масовно, и користио је ову моћ да регрутује људе за своје циљеве. Његов утицај није био класична контрола мисли већ суптилан утицај на подсвест; појединци под његовим утицајем су се иначе понашали нормално — њихова логика, сећања и личност су остајали нетакнути. Ово је Мазгову дало могућност да поремети Селдонов план поништавањем Селдонове претпоставке да ниједан појединац не може самостално да има мерљив утицај на галактичке друштвено-историјске трендове, јер се план ослањао на предвидивост понашања врло великих група њуди.

## Историја
Мазгов је своје царство успоставио поступно, користећи се претходним освајањима да потпомогне нова: прво је ментално преобратио банду пирата у своју корист, затим читаву планету, затим војно снажно краљевство Калган, које је освојио ментално преобративши вођу планете Калган, и на крају Задужбину. Мазгов је успоставио своје сопствено галактичко царство као „Унију светова“, назвавши себе „Првим грађанином Уније“, и поставивши Калган за престону планету. У периоду пред, за време и доста времена након Мазговљевог освајања Задужбине и њене трговинске конфедерације, готово нико никад није заиста видео Мазгова нити знао како он изгледа.
Мазговљево освајање је спроведено изненађујуће брзо: поразио је Задужбину и успоставио Унију светова након само пет година. Тада је, подједнако изненађујуће, и наизглед насумично, зауставио даља освајања и покренуо петогодишњи период консолидације. Прави разлов овоме је Мазговљева стрепња од мистериозне Друге задужбине, о којој круже гласине да је способна да порази менталисте попут њега самог. Судећи по трагу који је оставио Хари Селдон, Друга задужбина је основана „на другом крају галаксије“ у односу на Прву задужбину, која је основана на удаљеној планети на ободу галаксије, Терминусу. Међутим, прави положај Друге задужбине је мистерија, и општи је став да она уопште и не постоји. Упркост оме, Мазгов је покренуо бројне експедиције у циљу проналажења Друге задужбине за време овог периода консолидације.
Ове експедиције, посебно последња, коју су предводили Хан Причер и Бејл Ченис, су биле готово успешне. Међутим, на крају је Друга задужбина успела да порази Мазгова, претворивши га у релативно безопасну особу, без амбиције, која не представља даљу претњу Селдоновом плану.

## Природа
Мазговљево име је референца на стерилност мазги, јер је и он био генетски стерилан. Без потомка које би било његов наследник, Мазговљево царство је нестало након његове смрти. Није поменуто ниједно друго његово име осим имена Мазгов, што је име које је вероватно дао сам себи, и имена Магнифико Гигантикус, што је алијас који је преузео како би путовао међу припадницима Задужбине. У Другој задужбини је откривено да је Мазгов умро у својим тридесетим годинама услед лошег здравља.
Његово детињство је било испуњено патњом и усамљеношћу. Мазгов је постао свестан својих огромних менталних моћи током својих двадесетих година, и развио је жељу да надокнади свој дотадашњи живот светећи се човечанству.

## Мазгов и нарушавање Селдоновог плана
Мазгов је централни лик у романима Задужбина и Царство и Друга задужбина. У роману На рубу Задужбине се открива да он потиче са планете Гаиа, али га сматрају за изрода на свету на коме се менталне моћи развијају у добронамерне сврхе.